# Iwema-steenhuis
Het Iwema-steenhuis (ook wel Iwemastins) is een van oorsprong laat-middeleeuws steenhuis aan 't Pad in Niebert in de Groningse gemeente Westerkwartier. Het steenhuis werd rond 1850 ingrijpend verbouwd en maakt sindsdien deel uit van een kop-rompboerderij. In de schuur is het molen- en bakkerijmuseum 't Steenhuus gevestigd.

## Geschiedenis
Het steenhuis in Niebert is het enige gebouw in de provincie Groningen dat het karakter van steenhuis heeft behouden. Het steenhuis is nooit door een adellijke familie bewoond. Dit biedt een verklaring voor het feit dat het steenhuis nooit tot borg uitgroeide. Steenhuizen waren woontorens die op een heuvel gebouwd werden. Een voorbeeld van een dergelijke heuvel, ook wel stinswier, vormt de bult in het naburige Marum. Wanneer gevaar dreigde, trok men zich middels een ladder terug op de verdieping van de woontoren. Eind 19e eeuw wisten oude inwoners van Niebert nog te vertellen dat het steenhuis aan de zuidkant een buitentrap had. Op basis van de constructie wordt het steenhuis omstreeks het jaar 1400 gedateerd. De voormalige woontoren is 10 meter lang en 7 meter breed en heeft een muurdikte van zo'n 65 centimeter. In de westgevel zijn nog sporen aanwezig van drie nissen en twee dichtgezette vensters. Deze gevel zal puntvormig zijn geweest. Eerder was aan de noordkant een schuur tegen het steenhuis gebouwd. Sinds een verbouwing van omstreeks 1850 is het steenhuis opgenomen in een witgepleisterde kop-rompboerderij met de schuur aan de westkant. Hierbij is de woontoren een kleine meter verlaagd en werden grote vensters geplaatst. Wel is de oude indeling nog te herkennen. Het souterrain en de hoge zaal daarboven worden bewoond. De verdieping is echter verdwenen. Ook zijn er nog middeleeuwse gebinten van eikenhout aanwezig met telmerken. Het gebouw werd in 1976 aangemerkt als rijksmonument.
Het gebouw is gelegen aan het Malijksepad, ter plaatse 't Pad geheten. Dit pad toont een secundaire bewoningsas nadat bodemdaling de mensen vanaf het Ouddiep naar hoger gelegen gronden in het zuiden dwong. Dit maakte Niebert tot een streekdorp met langerekte percelen haaks op de weg. Zo strekte het bezit van het steenhuis zich uit van het Ouddiep tot in de venen rond Zevenhuizen. Dit complex was in 1832 nog intact. Direct rond het steenhuis lagen een boomgaard, een eikenbos, een tuin en een weiland. In de tweede helft van de 19e eeuw zou de bewoning weer concentreren rond de eerder verlaten bewoningsas. Hierdoor kwam het steenhuis uit het gelid te staan, gelijk de Coendersborg.

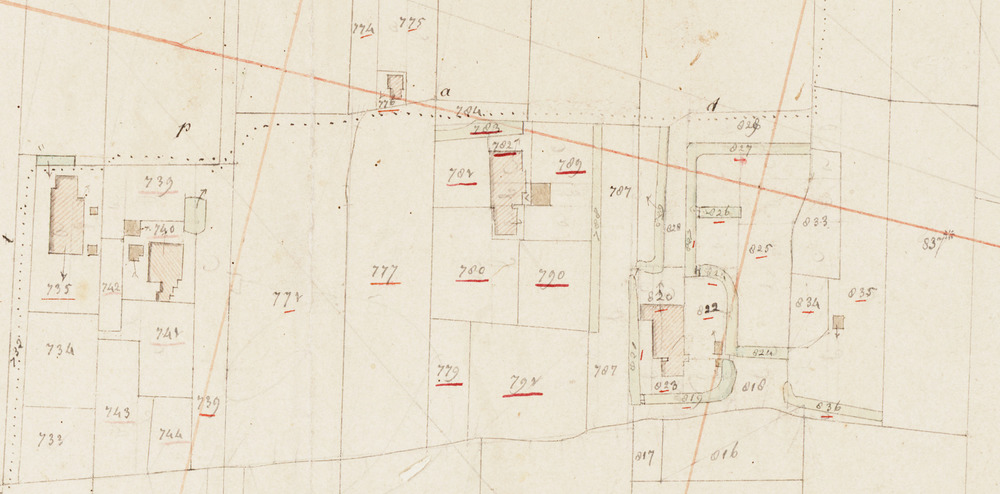
Kadasterkaart uit 1832 met een schuur aan de noordkant van het steenhuis.
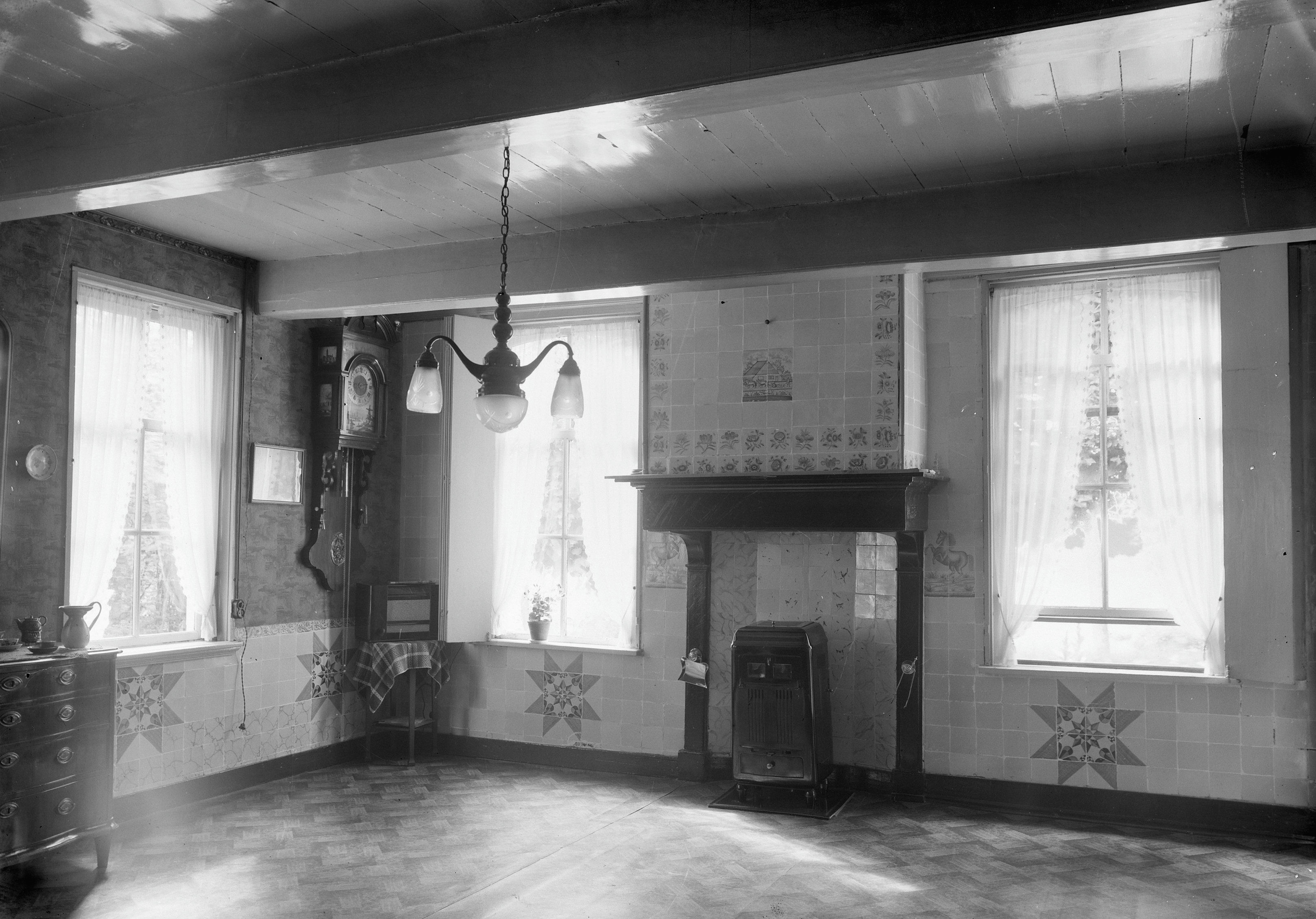
Het interieur van het Iwema-steenhuis in 1942 met een classicistische schouw.
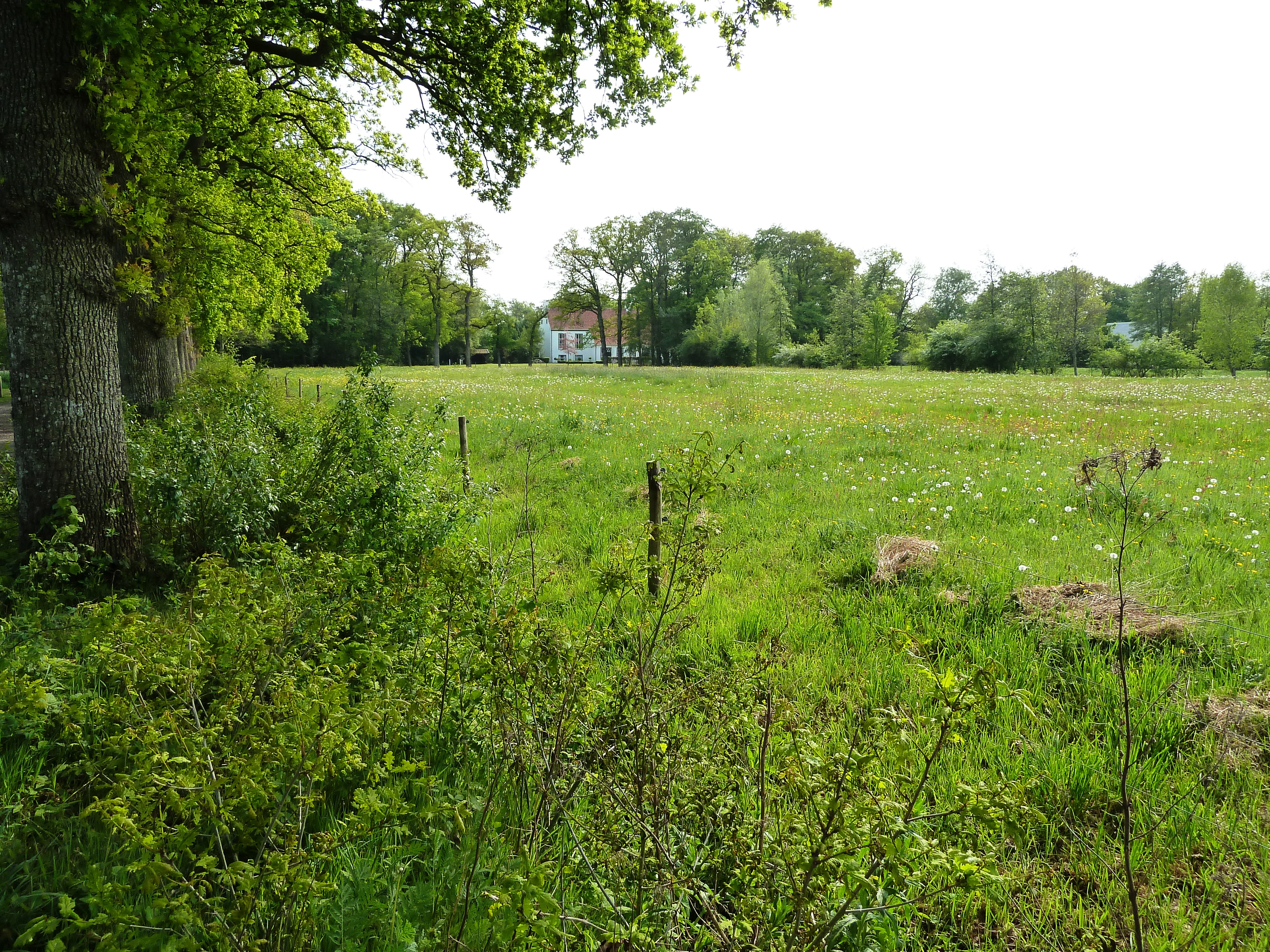
Het coulisselandschap rond het steenhuis met het opstrekkende bezit.
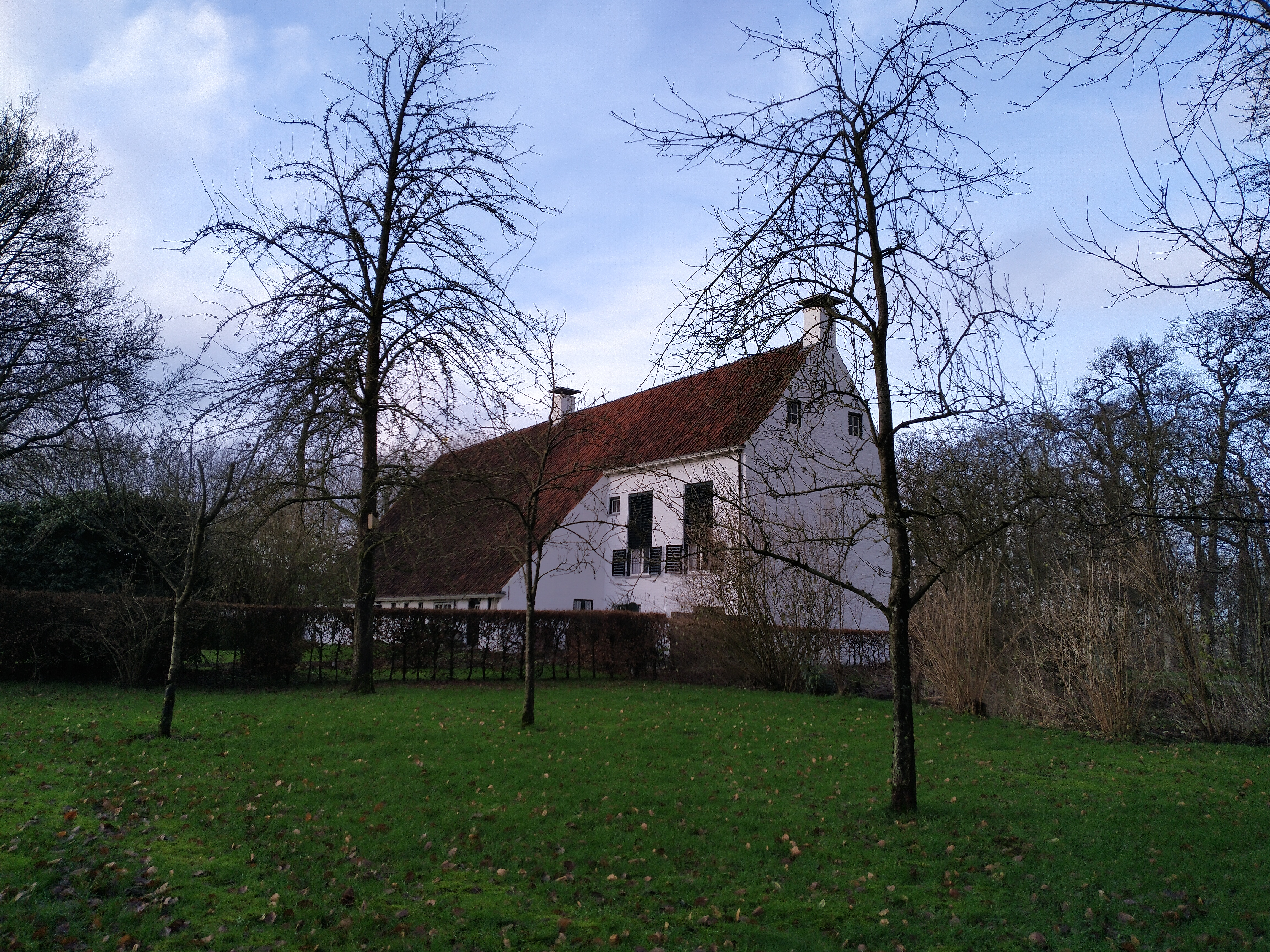
Zijaanzicht van het steenhuis.

### Iwema
Het steenhuis dankt zijn naam aan het vooraanstaande eigenerfde geslacht Iwema dat uit Niebert afkomstig is. De familie had verder takken in Doezum, Noordhorn, Zuidhorn, Okswerd, Hoogemeeden en Lagemeeden. De Iwema's waren onder meer geparenteerd aan de geslachten: Bensema, Bousema, Fossema, Harckema, Renkema en Siccama. Daarnaast zou er een verwantschap zijn met de uit Tolbert afkomstige familie Auwema. Deze familie bewoonde aldaar het Auwemahuis. Hoewel er genealogisch nog geen verwantschap gevonden, stelde Harcke Iwema wel het huwelijkscontract op voor Auwema. Dit wijst meestal op familierelaties. Daarnaast komt in beide families de voornaam "Ywe" voor, lijken de geslachtsnamen Iwema en Auwema sterk op elkaar en voeren beide families een doorkruist hart als wapen. Een symbool dat tevens voorkomt in het wapen van de vooraanstaande familie Wyema uit Marum. In de kerk van Niebert bevinden zich meerdere 17e-eeuwse grafzerken van de familie Iwema.
Leden van de familie Iwema (eertijds ook wel Idema) bekleedden aanzienlijke ambten. Zo trad Harcke Iwema op als grietman van Vredewold. Hij protesteerde tevergeefs tegen het erfbare grietmanschap van de familie Van Ewsum. Tevens kwamen zij voor als landdagcomparanten namens Niebert en Tolbert. De familie had niet enkel bezit in Niebert. De Iwema's waren blijkens een geschil in 1559 ook gegoed te Noordwijk waar dan sprake is van de Zuider Uwemaheerd. Daarnaast was er in 1777 nog sprake van de boerderij Ooster Ywema te Tolbert.
Het is echter allerminst zeker of de Iwema's het steenhuis gebouwd hebben dan wel of zij als bewoners aangemerkt kunnen worden in de 16e eeuw. Waarschijnlijk is het steenhuis van vader op oudste zoon vererfd. In 1540 komt de eerder genoemde Harcke Iwema niet meer voor als grondeigenaar in Niebert, enkel te Lettelbert en Midwolde. Waarschijnlijk is zijn bezit reeds overgegaan op zijn zoon Lubbe die dan wel bezit heeft te Niebert. Deze komt dan voor als "Lubbe Edens". Hij bezit dan 20 roeden "up ende uutgaende landt guedt ende quaet" en 1 roede "hilligen landt", wat hij van de kerk gehuurd zal hebben. Verder komt hij nog voor met 7 "mans mat maetlandtz" en 6 "mans matt maetlandtz". Lubbe zal later naar Doezum verhuisd zijn. In ieder geval was het steenhuis eigendom van Hendrick Iwema, kleinzoon van Lubbes broer. Reeds in 1639 is er sprake van verkoop van haar erfdeel door Lucke Iwema aan haar broers Leo en Hendrick, hierbij horen landerijen te Niebert. Na Hendricks overlijden werd de erfenis in 1676 verdeeld onder zijn kinderen Geertruid, Dato en Wierd. Geertruid verkocht de helft van haar erfdeel aan de kleinkinderen van haar nicht Antje Ibema. Het erfdeel van Dato ging over op zijn dochter Anneke en ook Wierds deel vererde op diens dochter Foske. Foske was getrouwd met Jan Tjeerds Ibema.

Het gemeenschappelijke wapen van de dorpen Nuis en Niebert met het doorboorde hart van het wapen van de Iwema's.
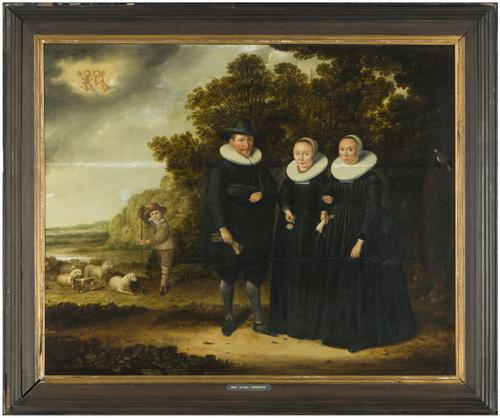
Portret van het gezin Siccama-Iwema. Harcke Siccama was de stamvader van het geslacht Hora Siccama. Zijn vrouw Syeucke Iwema stamde uit de Zuidhorner tak.

### Ibema
Het steenhuis kwam vervolgens in het bezit van het geslacht Ibema, verwant aan de Iwema's. In de loop van de 18e eeuw werden de Iwema's echter overvleugeld door de Ibema's. Jan Tjeerds Ibema verkreeg het steenhuis door de aankoop van de verschillende erfdelen in de periode 1688-1709. Bij een boedelscheiding in 1736 van zijn zoons Hendrik Jans Ibema en Tjeerd Jans Ibema kwam Hendrik in het bezit van het steenhuis. Zowel hun overgrootmoeder als hun vaders eerste vrouw was een Iwema. Hendrik nam onder meer het initiatief tot het verfraaien van het interieur van de kerk van Niebert. In deze kerk staat nog een herenbank met het wapen van het geslacht Ibema. Hendrik overleed kinderloos in 1773. Zijn broer Tjeerd overleed in 1780 al bleken ook vele schulden tot de erfenis te behoren. Tjeerds kinderen verkochten daarom hun erfdeel van de erfenis, waaronder het steenhuis, in 1781 aan Ferdinand Folef von Innhausen und Kniphausen, heer van Nienoord. Door de slechte financiële situatie van Nienoord na de Franse Tijd zag de familie Bousema, nazaten van de Iwema's, in 1816 de kans om het steenhuis weer terug te kopen.

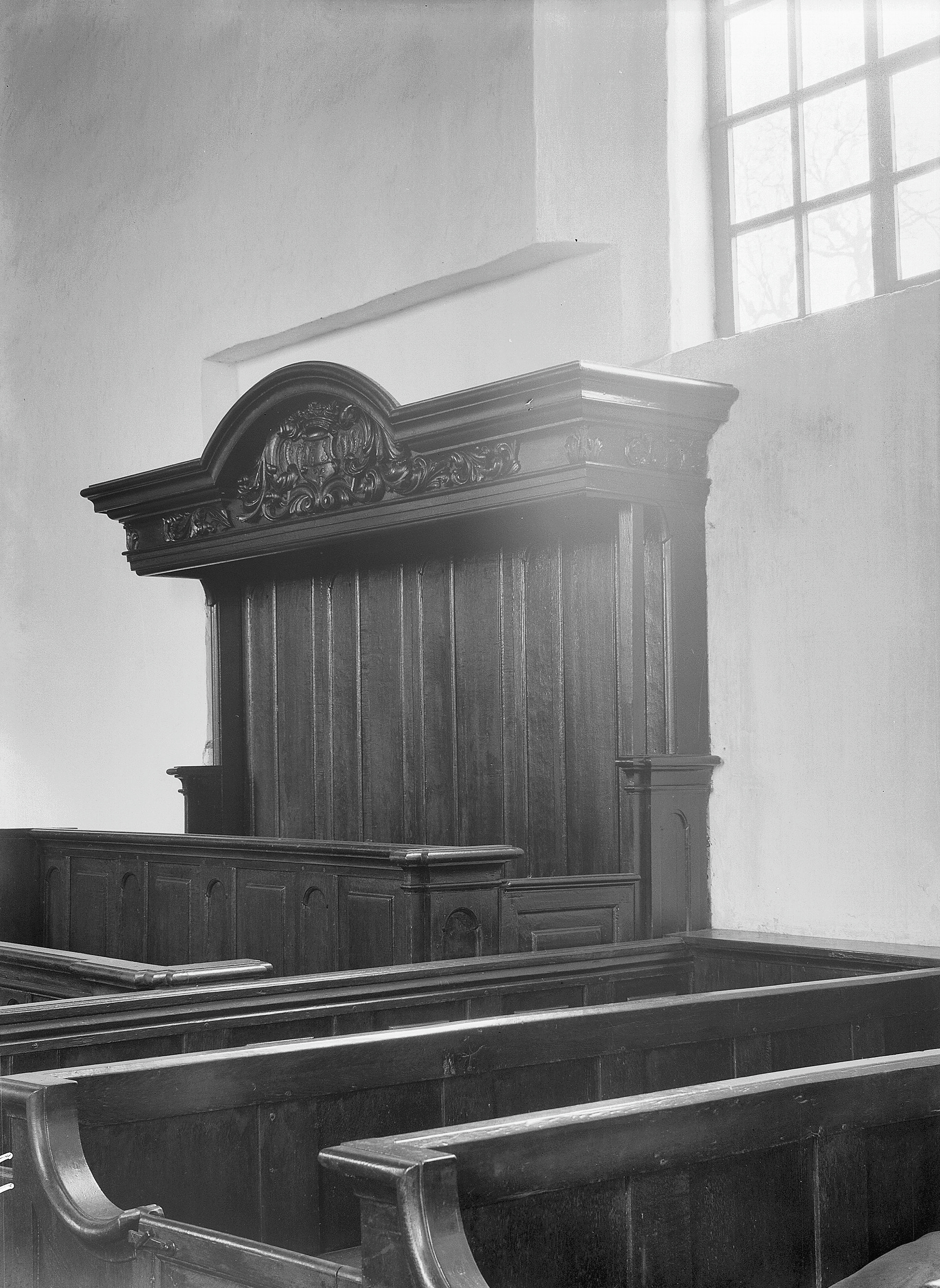
De Ibemabank in de kerk van Niebert.

### Bousema
Het Iwema-steenhuis vormde een eenheid met de naastgelegen Bousemaheerd ('t Pad 17). De familie Bousema was afkomstig van de Bousemaheerd te Tolbert. Yle Bousema uit Tolbert trouwde met Geertien Bandringe uit Lettelbert. Zij bewoonden hier de Suyderste heert, een voormalige pachtboerderij van het klooster Trimunt. Hun zoon, Pieter Yles Bousema, trouwde met Jantje Iwema. Zij erfden de Suyderste heert. De zoon van Pieter en Jantje, Drewes Iwema-Bousema, erft de boerderij vervolgens. De dochter van Drewes, Jantje, trouwde opnieuw met een Iwema, Fokke Sietzes. Alle kinderen van Fokke en Jantje zouden de naam Iwema krijgen, behalve zoon Drewes die Bousema heet. Deze Drewes Bousema was getrouwd met Ettje Beukema. Rond 1800 verhuisde dit echtpaar van Lettelbert naar Niebert en ging hier bij Drewes tante, Geertruida Sytes Iwema, wonen op de Bousemaheerd. De boerderij te Lettelbert werd in 1801 verkocht. Drewes was onder meer bestuurder van de gemeente Marum, Rekenmeester van de Ommelanden en Gecommitteerde van het Ommelander Bestuur. Na zijn overlijden in 1814 kochten zijn tante Geertruida en zijn weduwe het steenhuis terug van de heer van Nienoord in 1816. Het steenhuis zou echter weer verkocht worden door de erfgenamen van Ettje.

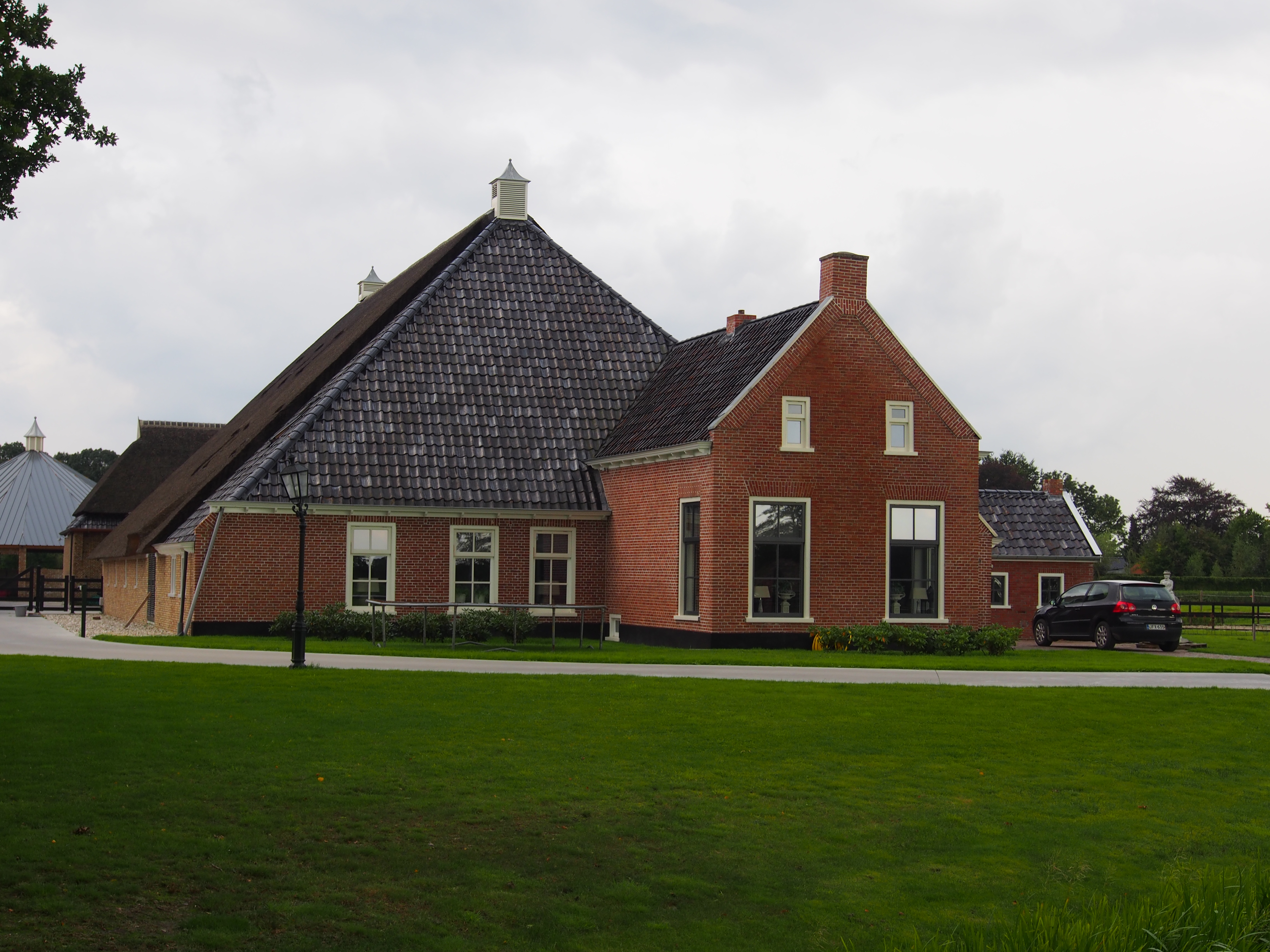
De Bousemaheerd in Tolbert.
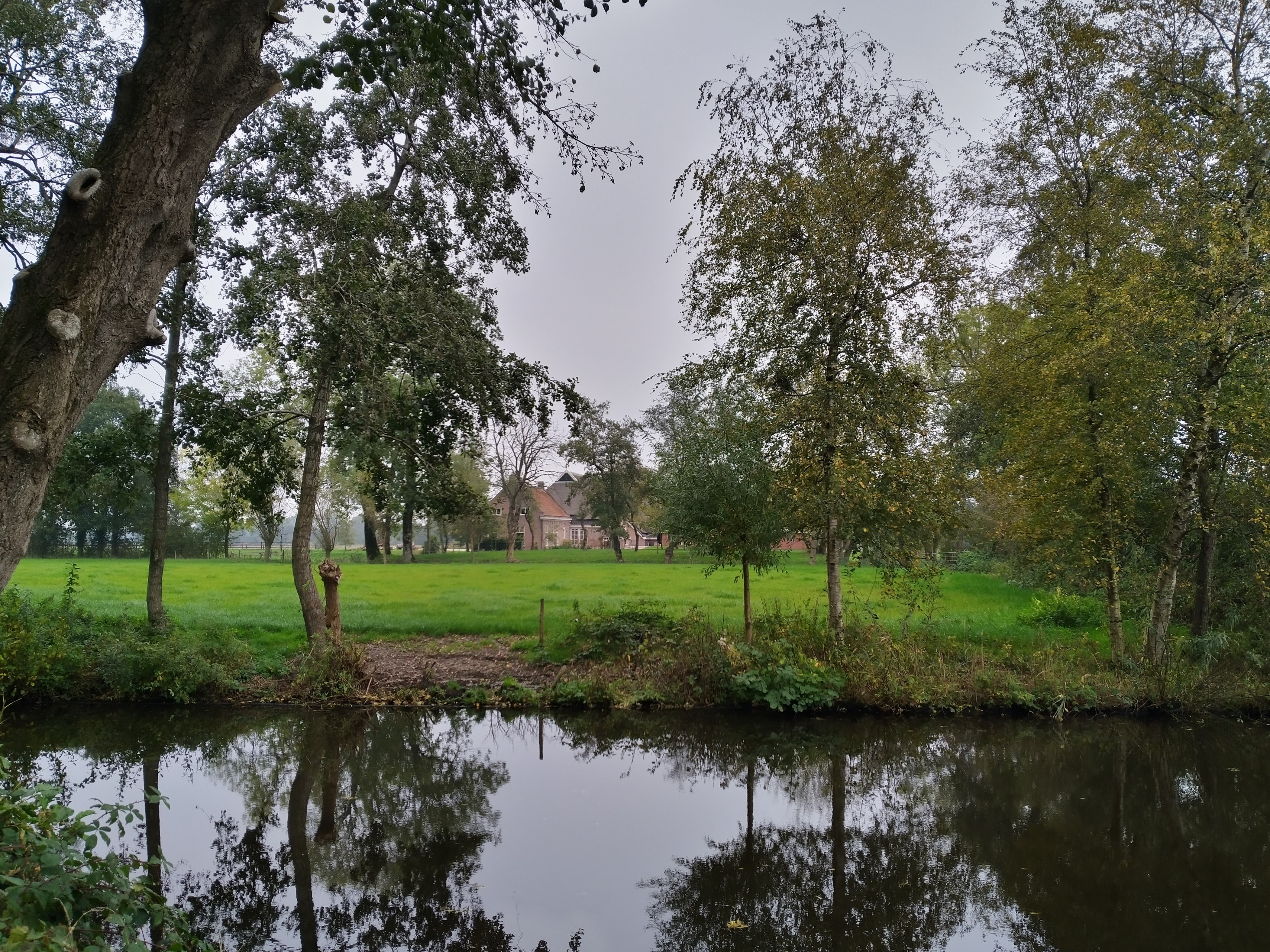
Het Lettelberterdiep met op de achtergrond de boerderij Vredenwold in Lettelbert, eerder de Suyderste heert.
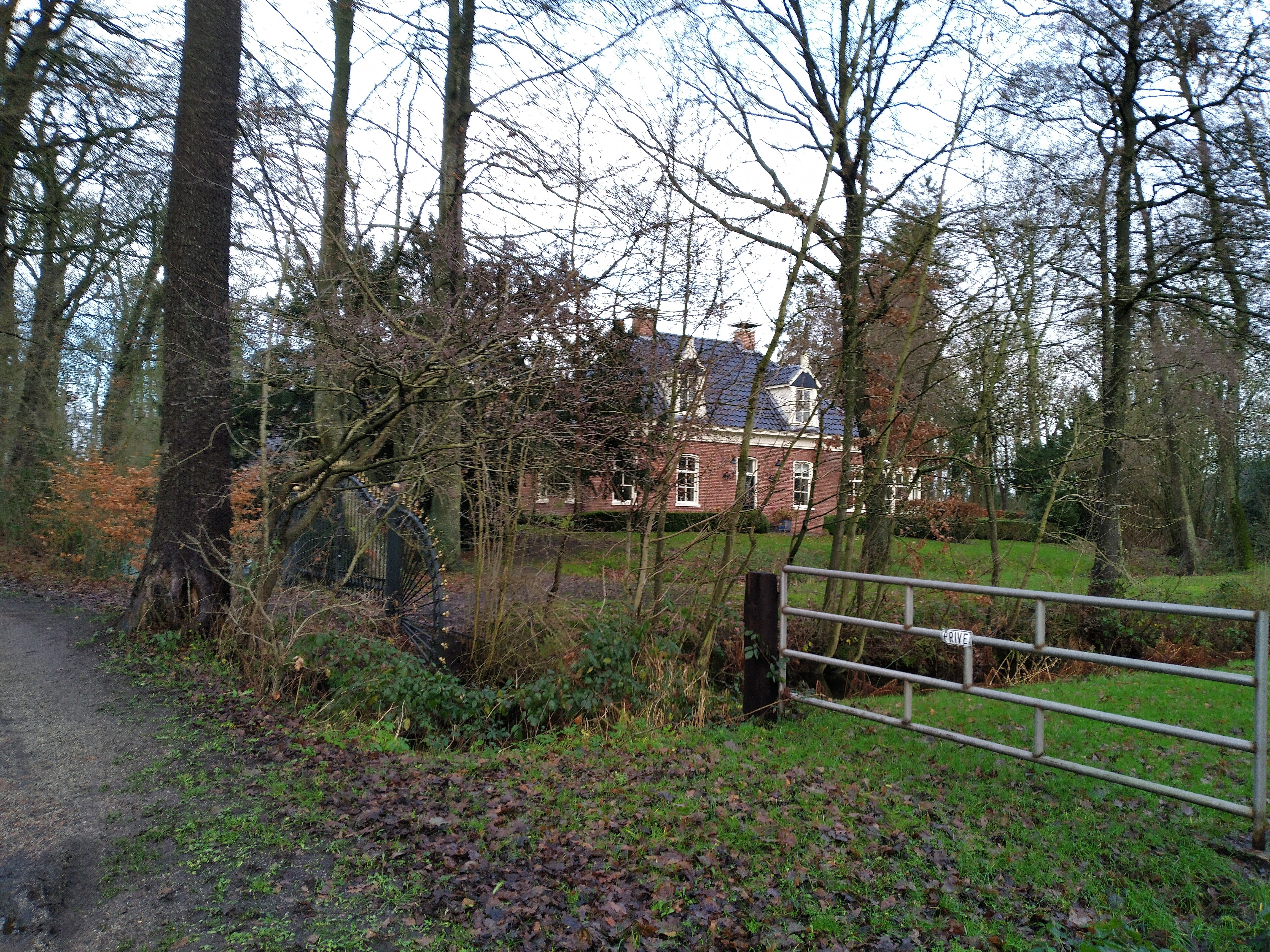
De Bousemaheerd in Niebert.

### Dominee Damsté
In 1847 werd het steenhuis aangekocht door dominee Reinder Damsté. Hij was eerder predikant te Boornbergum-Kortehemmen en werd in 1820 beroepen te Nuis-Niebert. Damsté was getrouwd met Baukjen Wilhelmy, afkomstig uit een welgestelde familie. Zo was haar vader Gerrit notaris en grietenijsecretaris te Bergum en was haar oom Harmen grietenijontvanger. Dit vermogen stelde hem in staat om naast de pastorie in Nuis het steenhuis als privébezit aan te houden en het ingrijpend te verbouwen. Het huis werd verlaagd en voorzien van grote ramen. Daarnaast werd een schuur tegen de westmuur van het steenhuis gebouwd, ter vervanging van een schuur aan de noordkant van het steenhuis. Met uitzondering van de westmuur, werd het gebouw witgepleisterd.

### De Boer
Na het overlijden van dominee Damsté werd het steenhuis in 1851 aangekocht door Jakob Hansen de Boer en Ettje Halbes Aikema. Ettje was een kleindochter van Drewes Bousema (Iwema) en Ettje Beukema. Na haar overlijden hertrouwde Jakob met haar halfzus Bouwdina Egberts de Haan, ook een kleindochter van Drewes en Ettje. Jakob was reeds in 1844 in het bezit van de naastgelegen Bousemaheerd gekomen. Zijn grootvader bewoonde de naastgelegen boerderij aan 't Pad 4 waar zijn oom Steven Jans Schuurman een nieuwe boerderij bouwde in 1851-1852. De Boer was onder meer betrokken bij de Vereeniging tot hulp voor Vlijtige armoede, een vereniging die tot doel had om armoede in de gemeente Marum tegen te gaan. Ook bevorderde hij nieuwe technieken voor de landbouw. Het steenhuis bleef in het bezit van de familie en wordt reeds door de vijfde generatie De Boer bewoond. Het steenhuis werd samen met de landerijen in 1988 gekocht door Het Groninger Landschap. De voormalige eigenaar bleef in het voorhuis wonen. Dit deel is niet toegankelijk voor publiek.

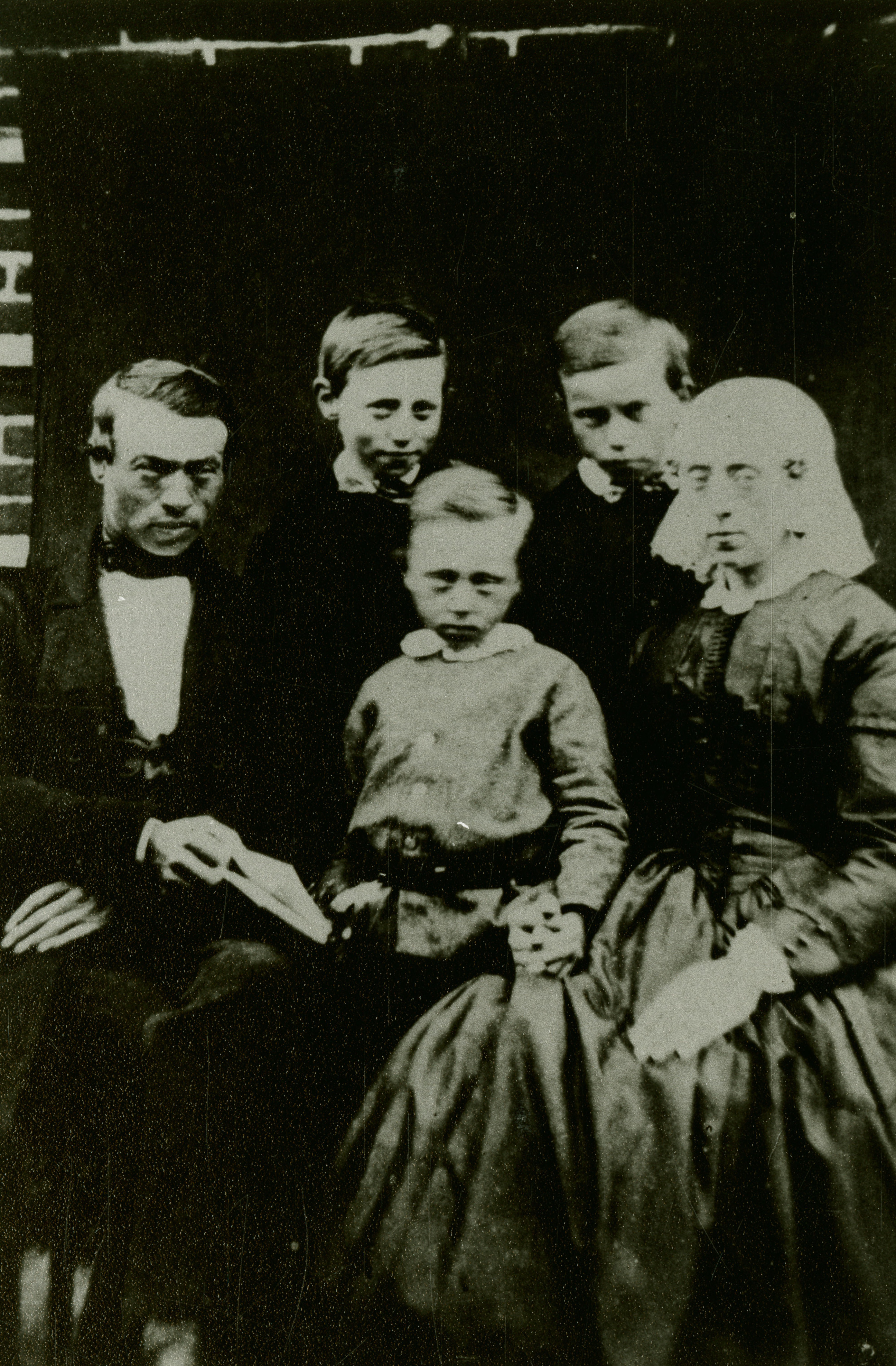
Het gezin van Jakob Hansen de Boer en Bouwdina de Haan met hun drie zonen Johannes Henderikus, Egbert en Halbe Lubbartus.

### Groninger Landschap
Nadat het Groninger Landschap in 1988 het steenhuis met 40 hectare grond in bezit kreeg, werd in 1996 begonnen met de reconstructie van het landgoed. Hierbij werden houtwallen hersteld en werd de laan naar de Carolieweg toegankelijk voor voetgangers. Daarnaast werd door het plaatsen van stuwen en dammen het landgoed wat betreft waterhuishouding geïsoleerd van de omliggende landerijen. Hierdoor kan een hogere grondwaterstand gehandhaafd worden, hetgeen de natuurwaarde ten goede komt. Het steenhuis zelf werd in 1997 en 2001 hersteld.
In 2001 werd de tuin direct achter het steenhuis opengesteld voor publiek. Van een eerdere symmetrische Franse tuin van voor 1904 resteren nog enkele delen van beukenhagen. In de boomgaard werden fruitbomen geplant van oude rassen, waaronder ook enkele van zeldzame Groninger rassen zoals de Noorderkroon, Winschoter Glorie en Zoete Veger. Daarnaast wordt de tuin gekenmerkt door een verzameling aan stinsenplanten, waaronder: Adderwortel, Bosanemoon, Kleine sneeuwroem, Bostulp en Italiaanse aronskelk.
In de tuin staat eveneens de grootste rode beuk van Noord-Nederland. Deze boom zou rond 1765 geplant zijn. De beuk bestaat vermoedelijk uit een zogenaamd "boomboeket", gevormd door drie vergroeide stammen. De boom heeft een omtrek van zo'n 6,5 meter. Deze beuk had te lijden onder zonneschijn en is daarom ingesmeerd met een kalkmengsel.

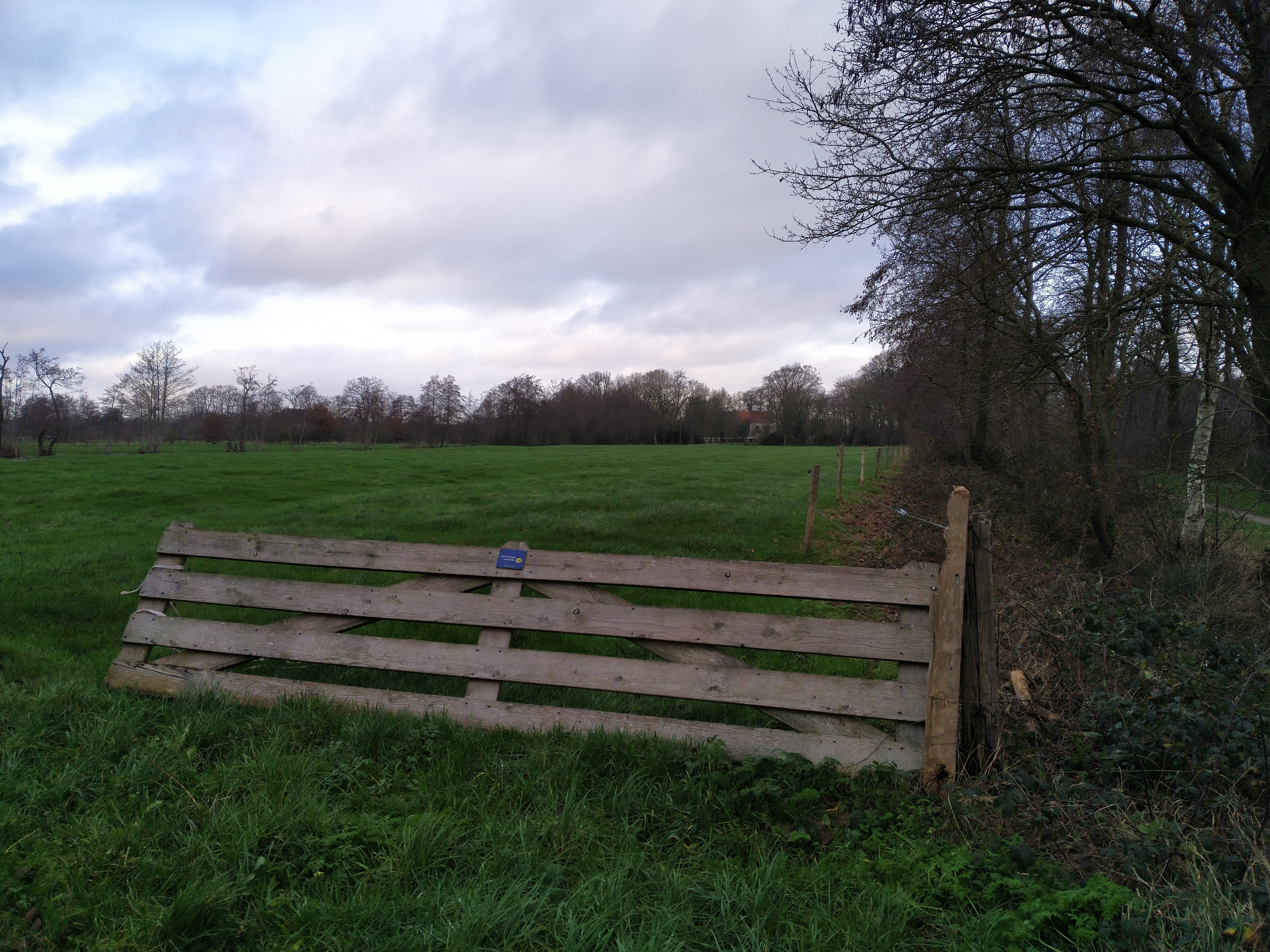
Het landgoed bij Iwema-steenhuis met op de achtergrond het steenhuis.
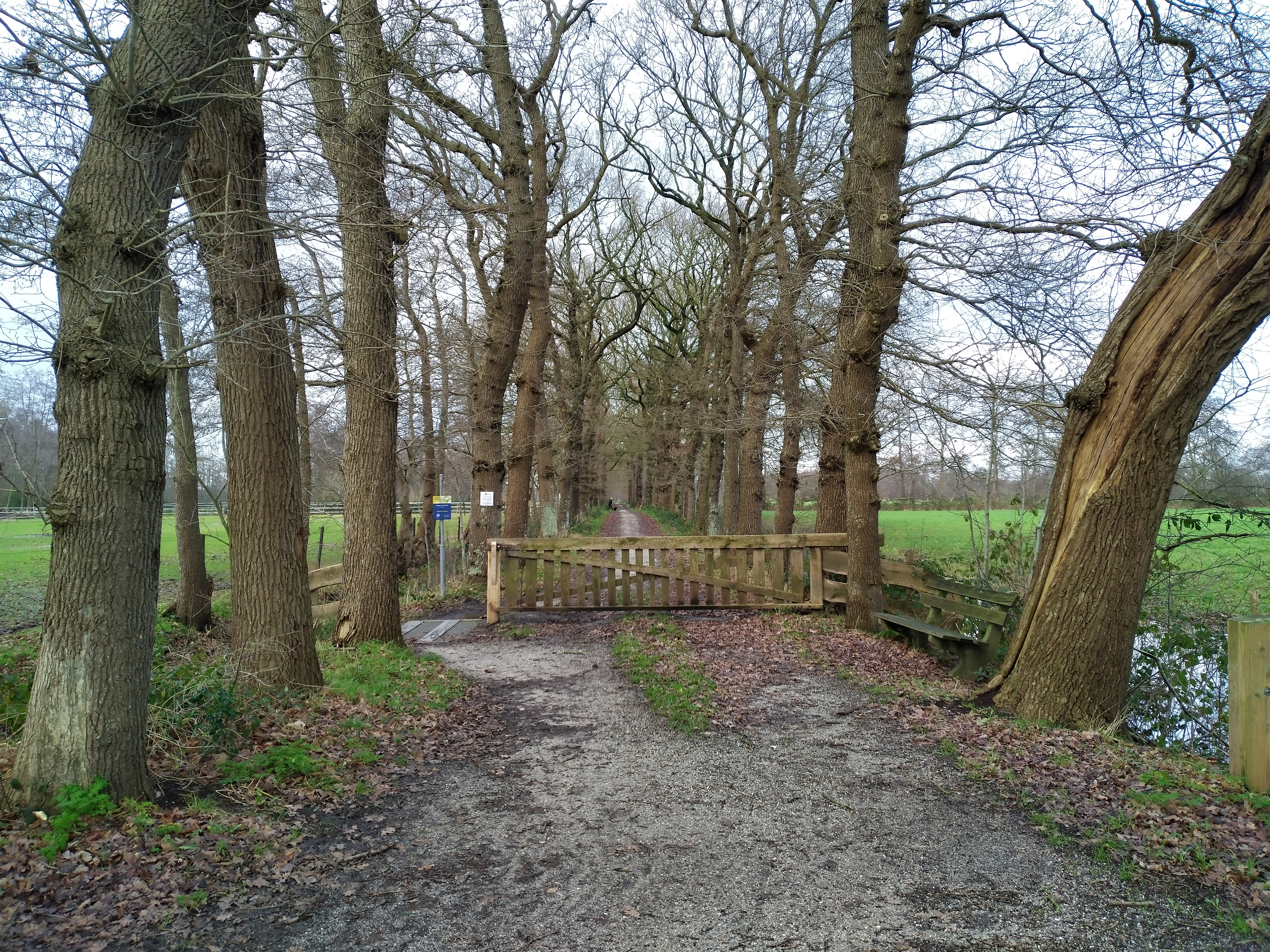
Ingang van het landgoed Iwema-steenhuis aan de Carolieweg.
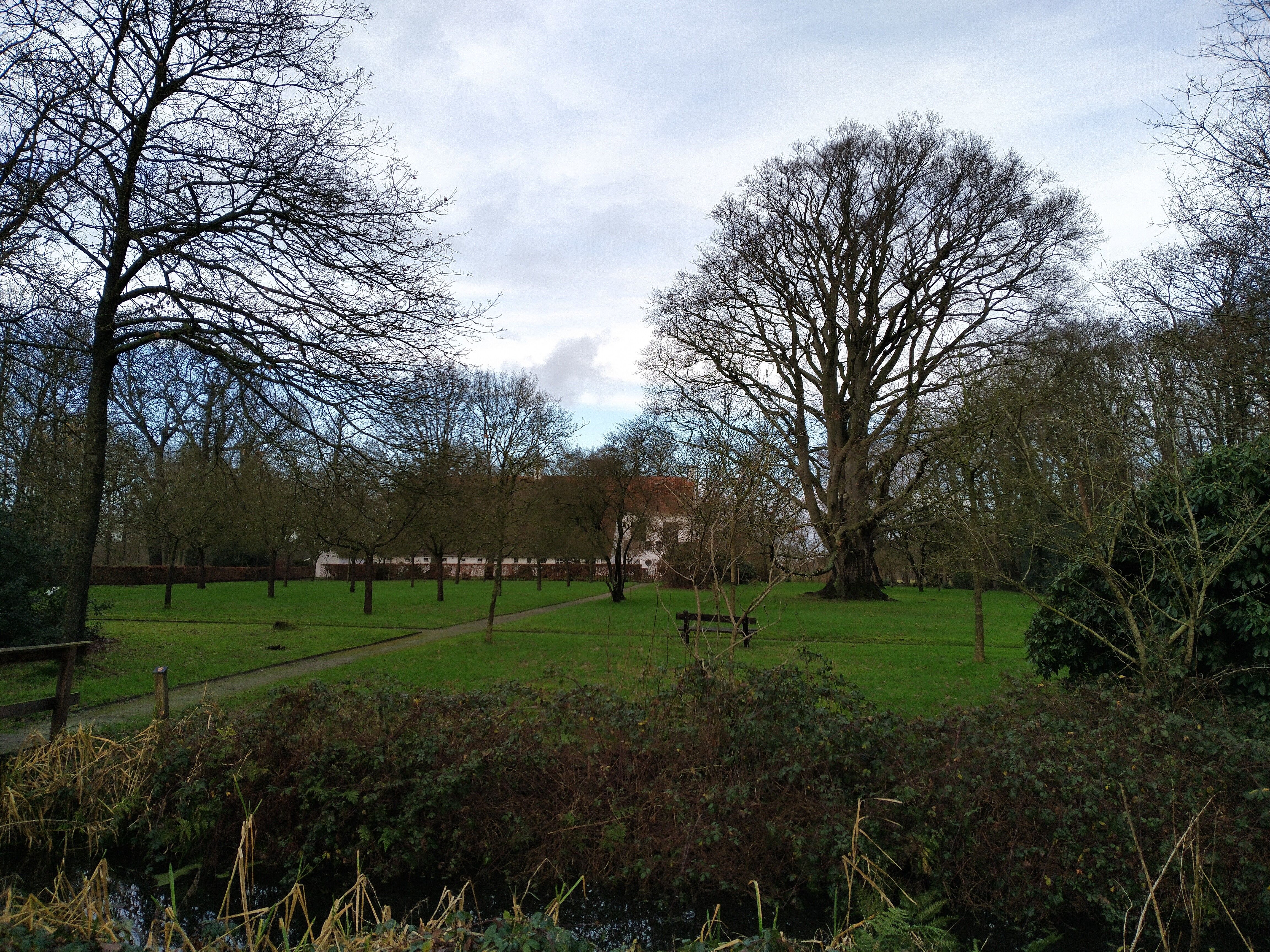
De achterzijde van het Iwema-steenhuis met rode beuk.
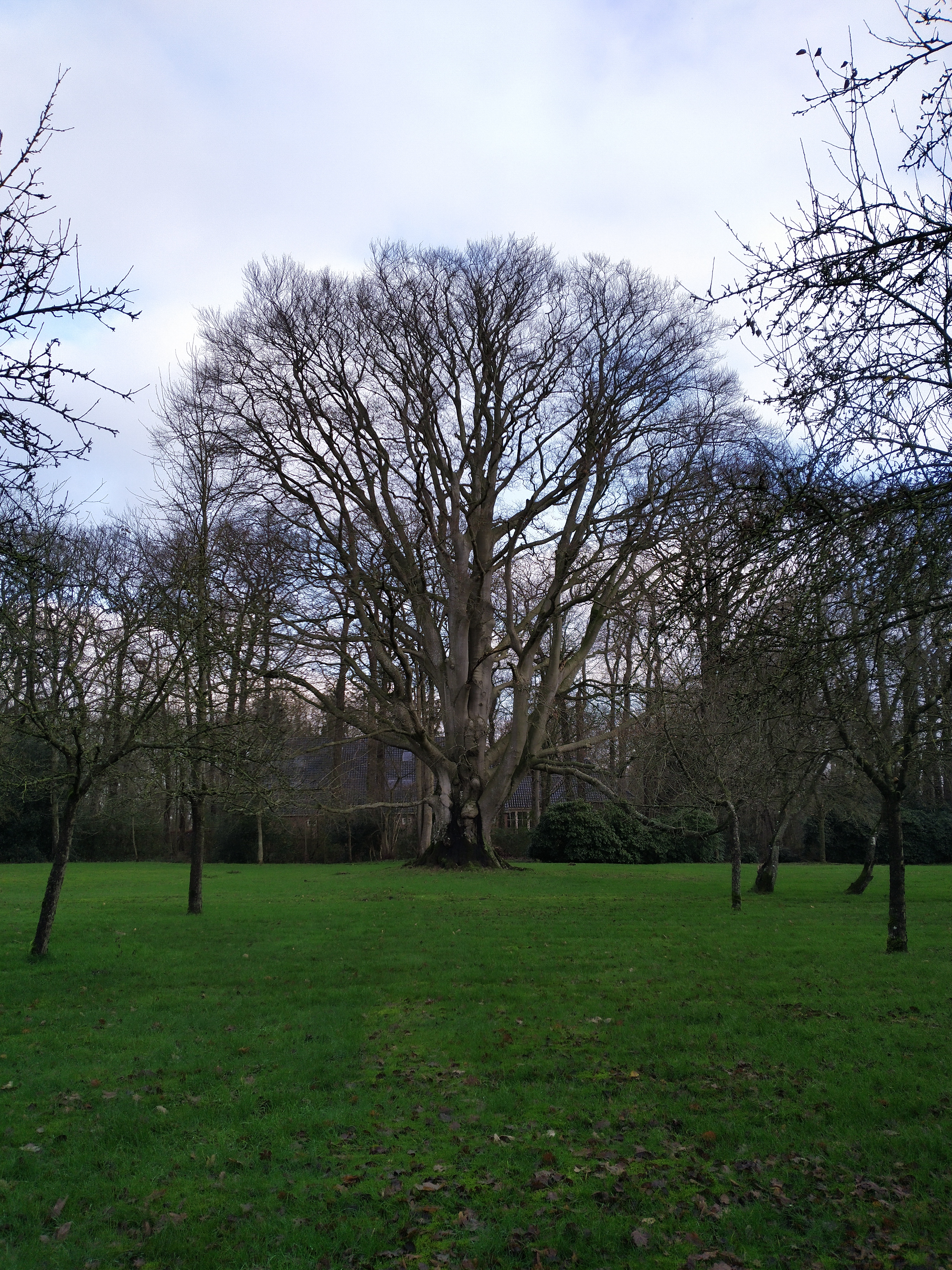
De rode beuk met enkele fruitbomen.

## Museum
In de schuur van het steenhuis is sinds 1994 het molen- en bakkerijmuseum 't Steenhuus gevestigd. Er bevinden zich twee permanente exposities. De ene expositie geeft een beeld van het bakkersberoep, met een winkel en verscheidene gebruiksvoorwerpen uit 1920. De andere expositie richt zich op het huisschildersberoep, met schildersmateriaal van rond 1900. Daarnaast zijn er een meidenkamer en huiskamer, ingericht in de stijl van het begin van de 20e eeuw. Verder wordt er jaarlijks een thematentoonstelling ingericht. Het museum behoort samen met de Nieberter molen en Museum 't Rieuw tot de culturele driehoek Nuis-Niebert.

## Andere steenhuizen
Hoewel er verder geen steenhuizen resteren in de provincie Groningen, zijn er nog wel voorbeelden te vinden in Friesland (de Schierstins te Veenwouden) en in Oost-Friesland (het Steenhuis te Bunderhee, de Harderwykenburg te Leer en de Burg Upgant te Upgant-Schott).

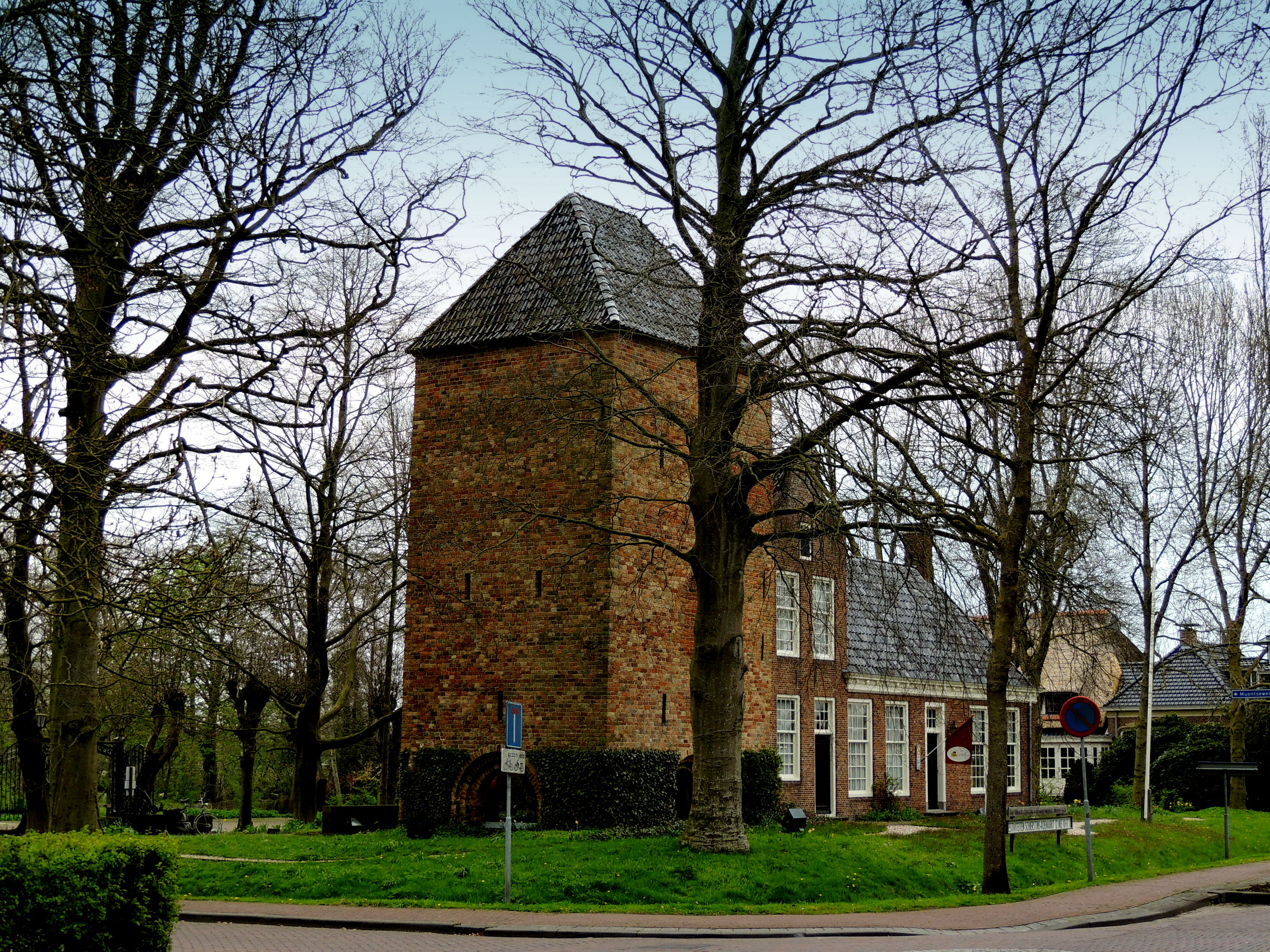
De Schierstins te Veenwouden.
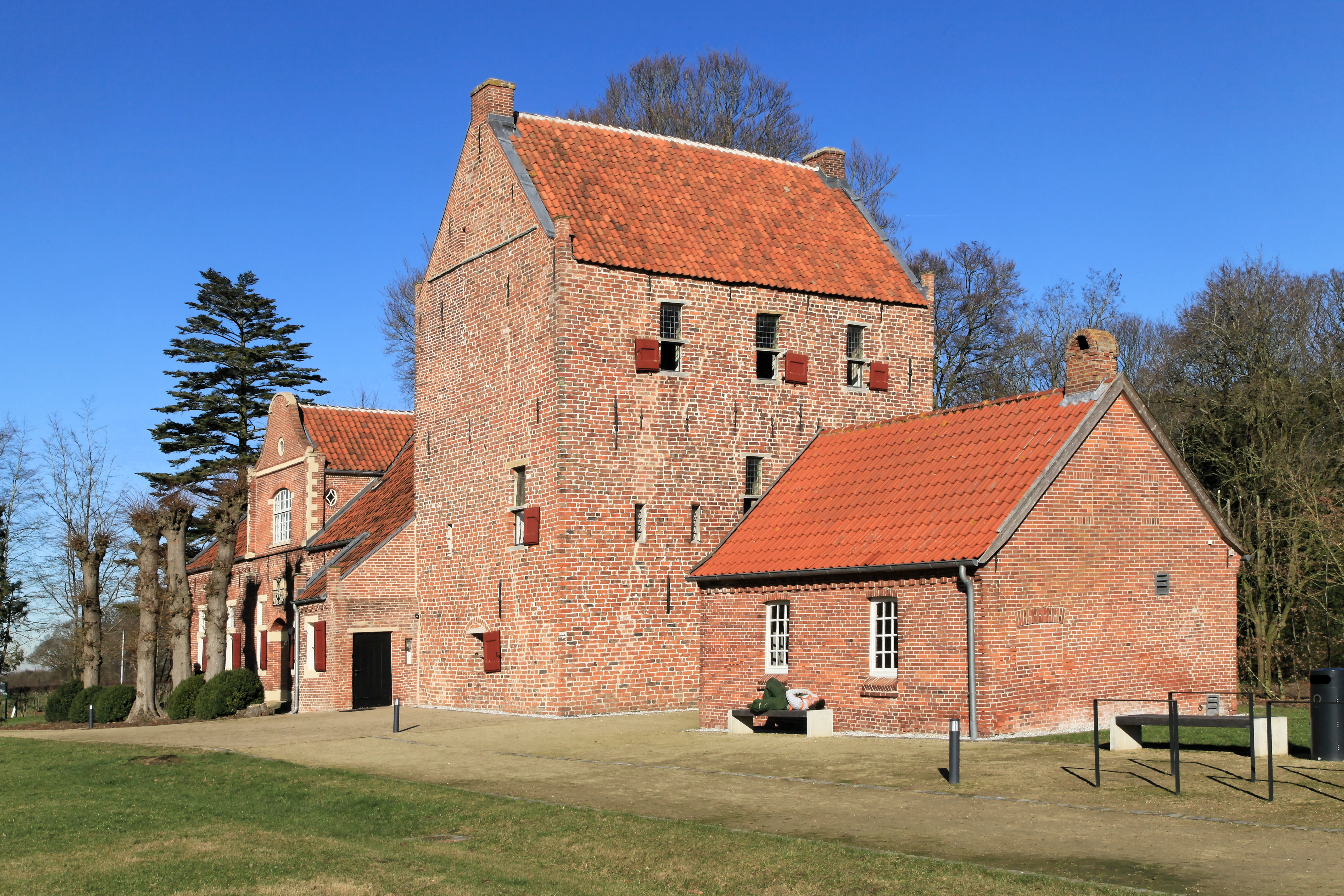
Het Steenhuis Bunderhee te Bunderhee.
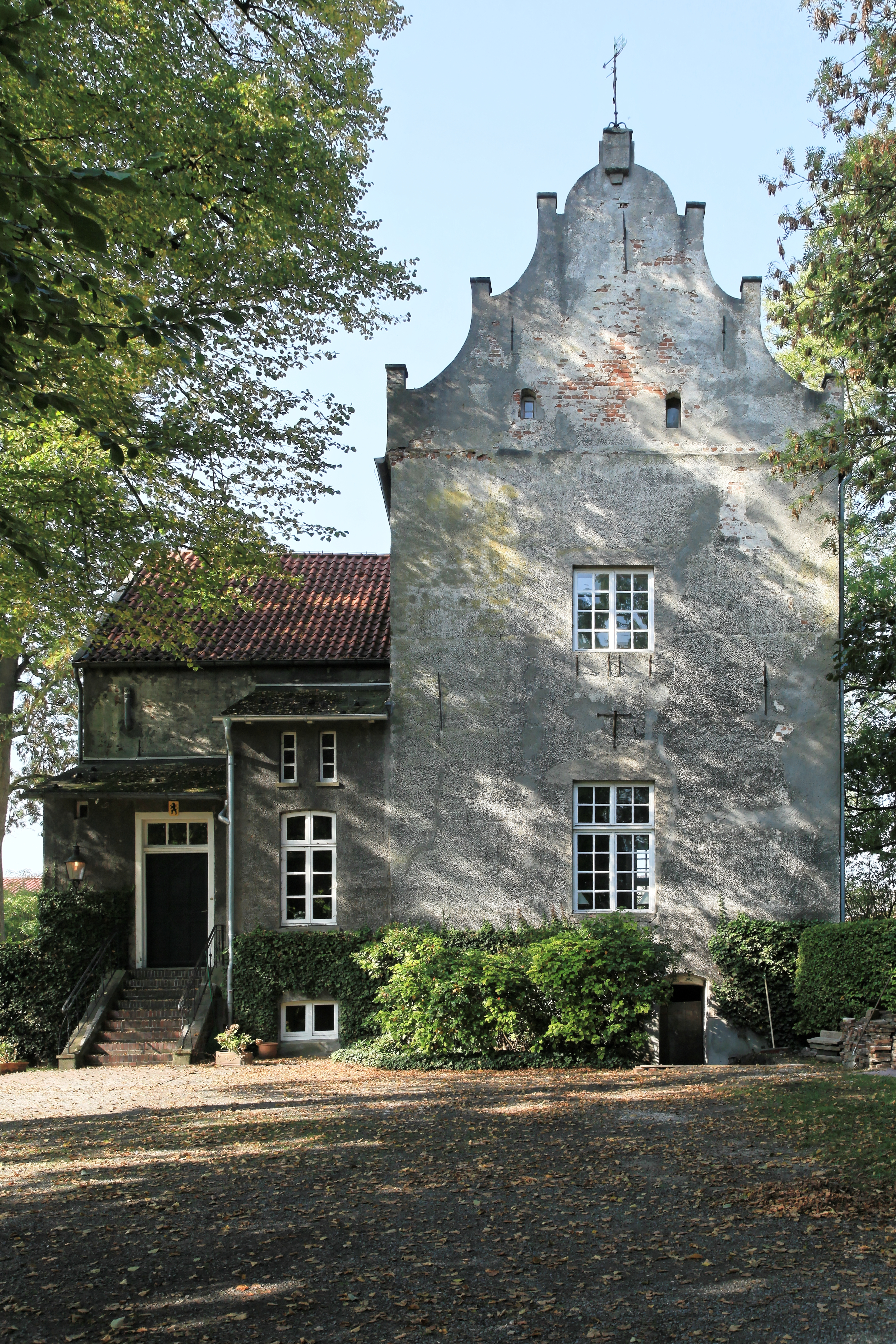
De Harderwykenburg te Leer.
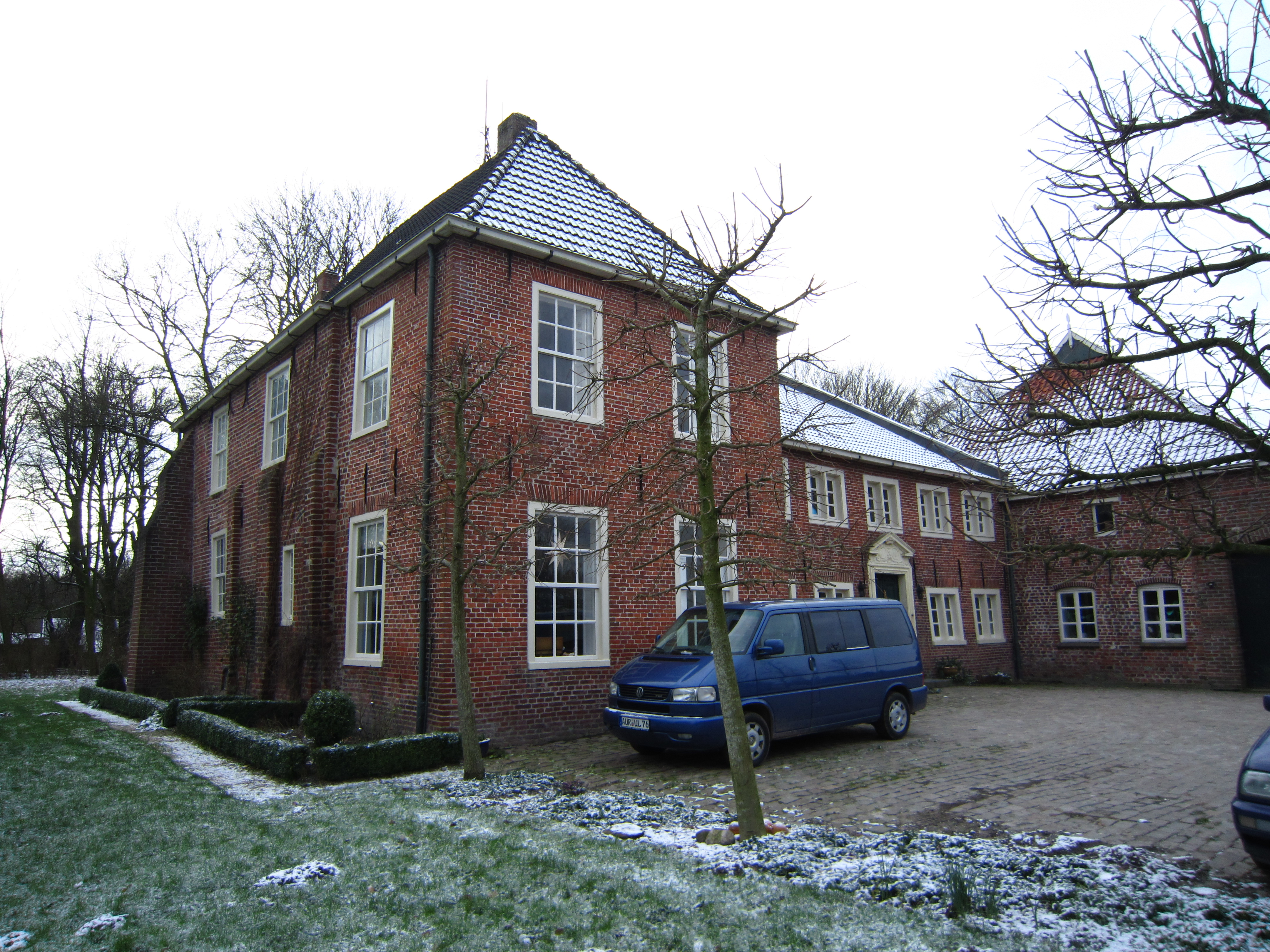
De Burg Upgant te Upgant-Schott.